# Nizina Mugańska
Nizina Mugańska (Step Mugański; azer.: Muğan düzü; pers.: دشت مغان, Dasht-e Moghān) – część Niziny Kurańskiej położona w Azerbejdżanie i częściowo w Iranie, na południe od połączenia się Araksu z Kurą. Na południu przechodzi stopniowo w Nizinę Lenkorańską. Stanowi aluwialną równinę, w dużej części leżącą poniżej poziomu morza. Dominuje roślinność półpustynna – efemerydy, bylice, solanki. Występują uprawy bawełny i pastwiska zimowe. Obszar wydobycia ropy naftowej.